# مجفف أسطواني

مجفف دوراني

المجفف الدوراني أو البرميل أو أقراص التجفيف الحمأة أو الأسطواني أو  دارة التجفيف[بحاجة لمصدر] هي طريقة تستخدم في تجفيف السوائل، مثل الحليب، حيث يتم وضعه كطبقة رقيقة على سطح حلة ساخنة، وبعدها يتم كشط المواد الصلبة المتكوّنة عن الحليب المجفف باستخدام سكين. ويتميز اللبن المجفف الذي تم الحصول عليه باستخدام دارة التجفيف بنكهة مطبوخة، نظرًا لتكرمل السكر نتيجة تعرضه للحرارة العالية.
وبالمقارنة بـ التجفيف بالرش، يعد التجفيف في دارة التجفيف وسيلة يتم من خلالها المعالجة بالحرارة بمستويات أعلى وينتج عن ذلك بروتينات محوّلة. ويصبح المسحوق ذا قابلية أقل للذوبان نتيجةً لذلك. كذلك، يكون معدل انتظام درجة الحرارة في الإناء/الأسطوانة الساخنة ضعيفًا، وبالتالي يعمل استخدام التجفيف بالرش على إنتاج مسحوق الحليب بجودة أعلى.
ومن المنتجات الأخرى التي يمكن تطبيق آلية التجفيف في الإناء عليها النشويات وحبوب الأطفال وطعام الأطفال والبطاطس المهروسة الجاهزة، وذلك لجعلها قابلة للذوبان في الماء البارد.